# Tetramorium constanciae
Tetramorium constanciae är en myrart som beskrevs av Arnold 1917. Tetramorium constanciae ingår i släktet Tetramorium och familjen myror. Inga underarter finns listade i Catalogue of Life.